# Paßditz
Paßditz, obersorbisch Pozdecyⓘ, ist ein Dorf in der Oberlausitz im Zentrum des sächsischen Landkreises Bautzen, das seit 1994 zur Gemeinde Göda gehört. Es hat 40 Einwohner.

## Geografie

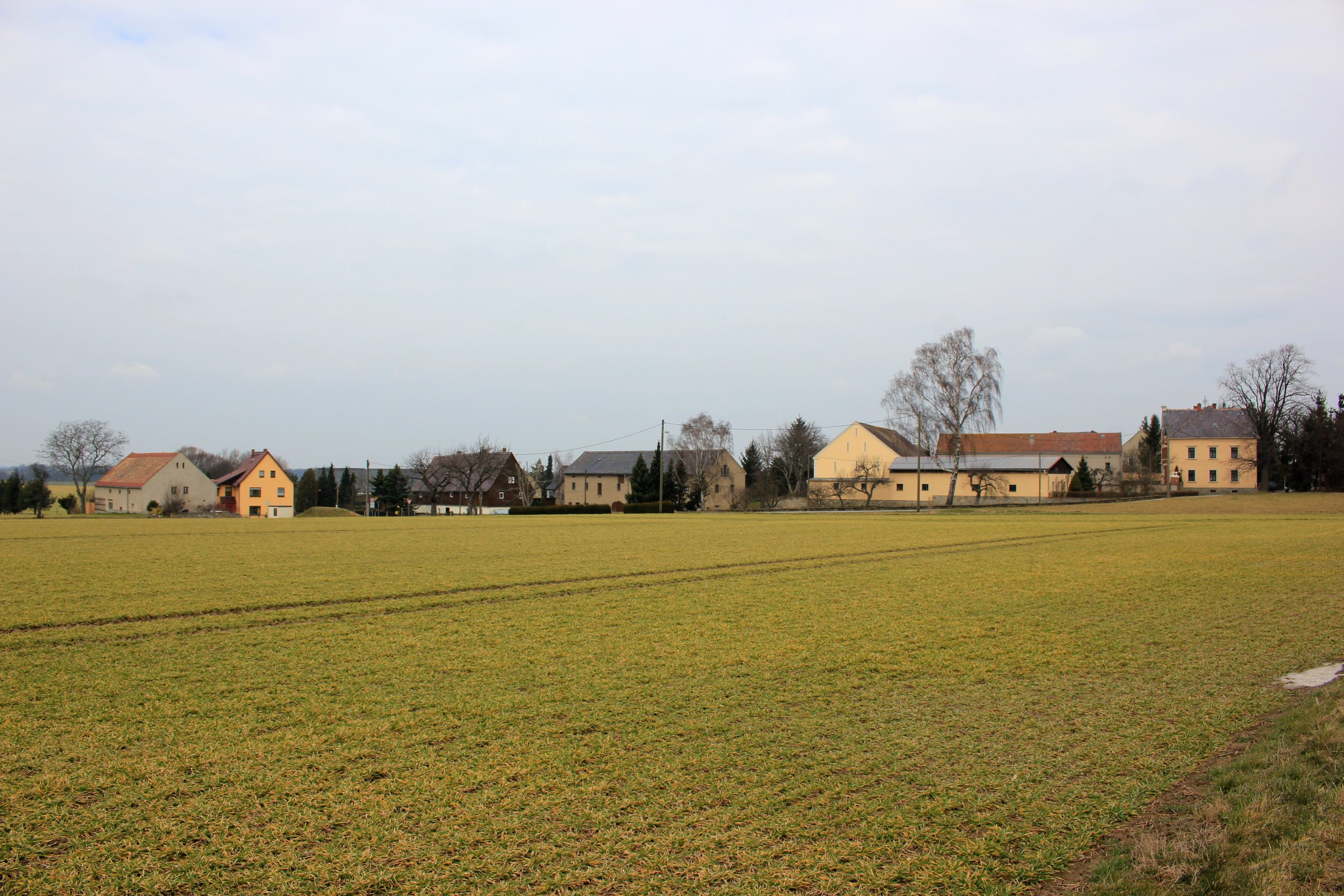
Dorfansicht aus Süden

Paßditz liegt etwa fünf Kilometer nordöstlich von Göda und drei Kilometer südöstlich von Crostwitz unweit der Staatsstraße S 100, die von Bautzen nach Kamenz führt.
Nachbarorte sind Storcha im Nordosten, Zscharnitz und Liebon im Osten, Zischkowitz im Südosten, Auschkowitz im Südwesten, Lejno im Westen und Nucknitz im Nordwesten.

## Geschichte
Der Ort wurde erstmals im Jahr 1513 als Pasticz erwähnt und war bis zum Jahr 1936 eine eigenständige Gemeinde. Von da an war es zunächst ein Ortsteil von Storcha und gehörte ab 1962 zur Gemeinde Prischwitz.
Die Grundherrschaft oblag im 16. sowie im 18. Jahrhundert dem Domstift Bautzen, sodass der Ort entgegen den Nachbardörfern im Süden überwiegend katholisch blieb.

### Einwohner
Nach der Statistik von Arnošt Muka hatte Paßditz Mitte der 1880er Jahre 72 Einwohner, die ausnahmslos Sorben waren. Im Jahre 1925 waren in Paßditz und Zscharnitz von insgesamt 99 Einwohnern 92 katholisch und sieben evangelisch.

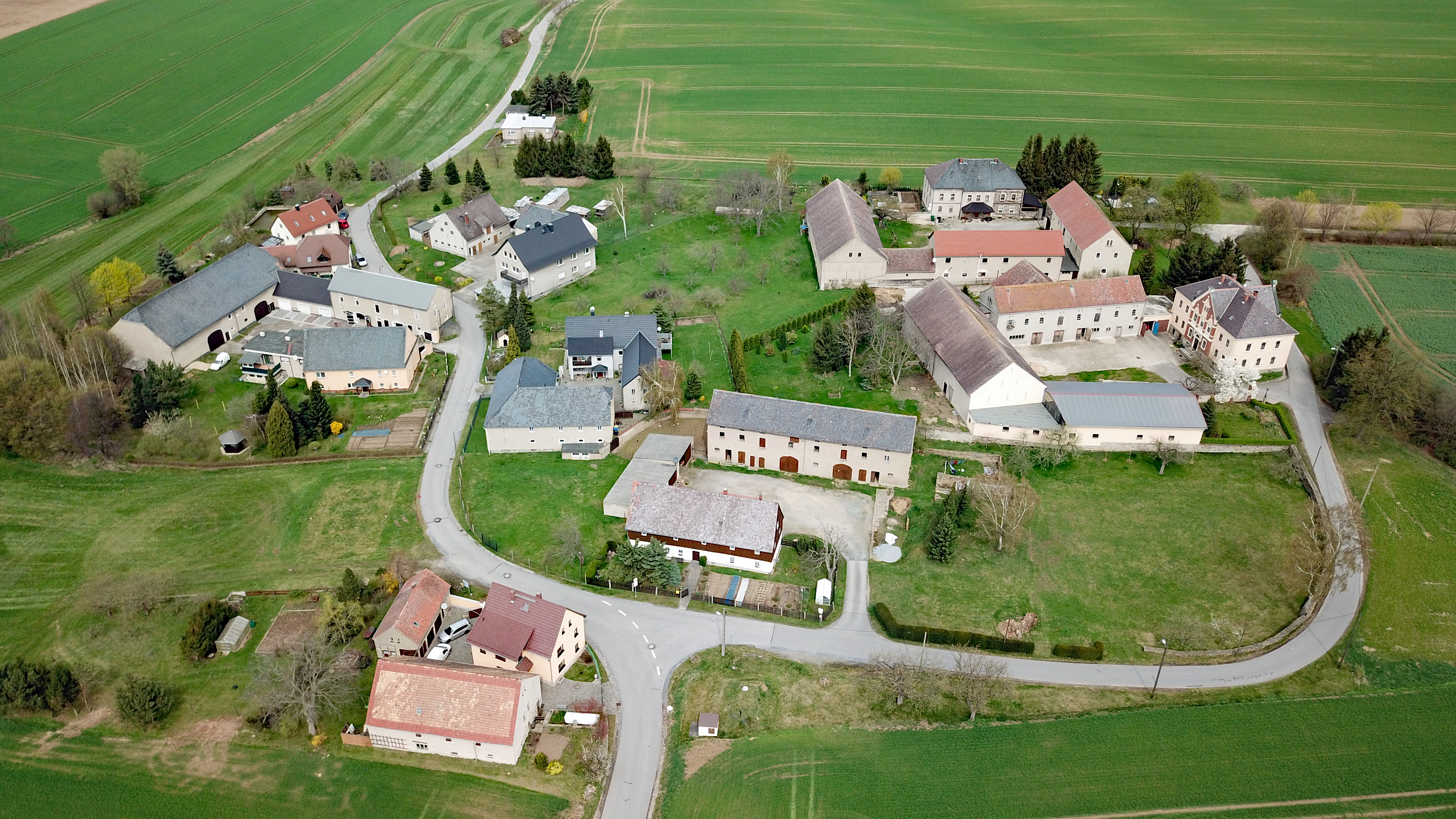
Luftbild von Paßditz